# Al Green Sculpture Park

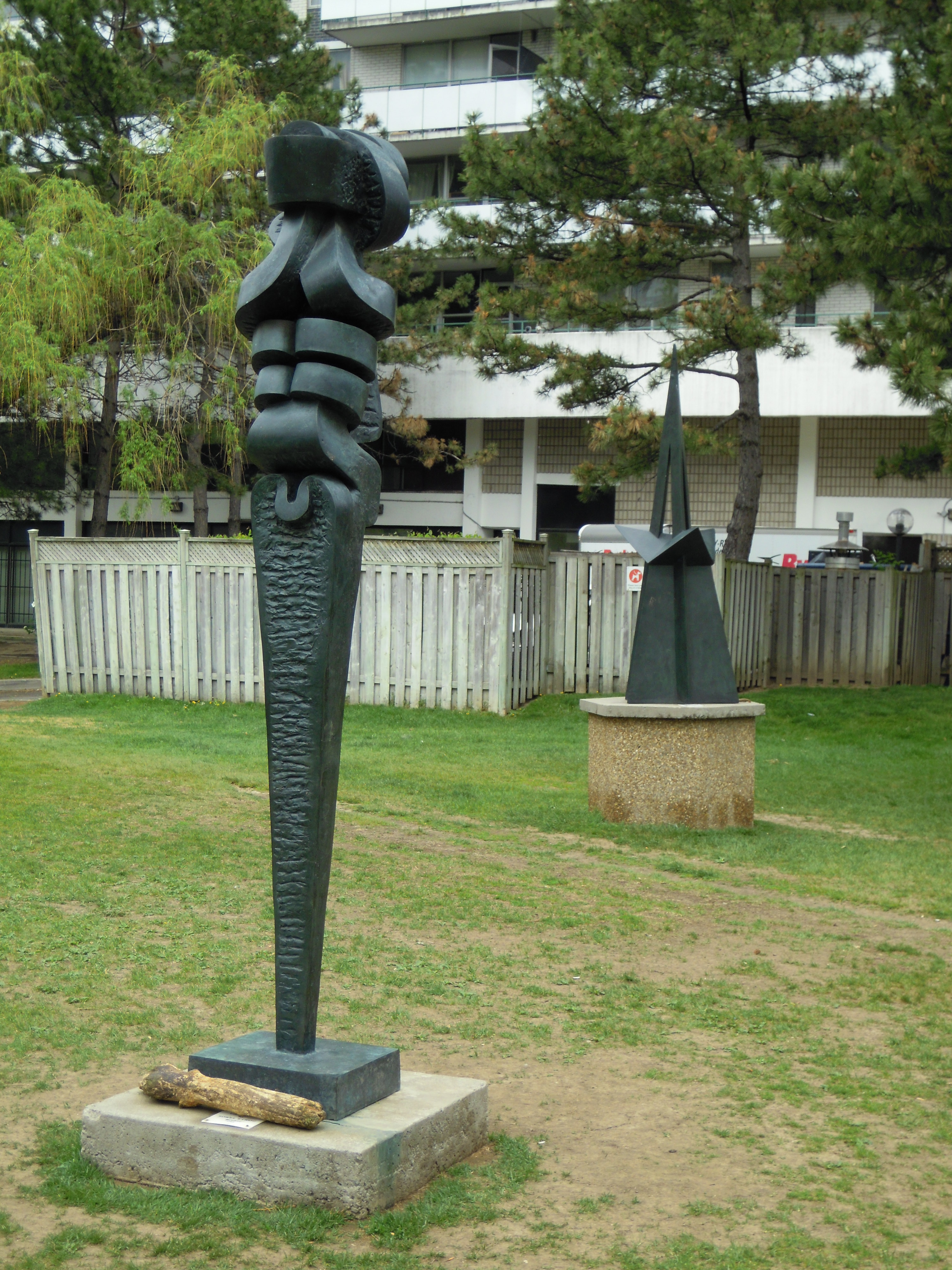
Capriccio von Sorel Etrog und im Hintergrund Emerging Tower von Al Green

Der Al Green Sculpture Park ist ein Skulpturenpark im Stadtviertel Davisville der kanadischen Stadt Toronto.
Die Skulpturen befinden sich in einem Park in der Nähe der Davisville Avenue sowie in der unmittelbaren Nachbarschaft davon. Der Skulpturenpark wurde von dem Unternehmer und dem späteren Bildhauer Abraham (Al) Green geschaffen, einem Projektentwickler in Toronto, der verantwortlich für den Bau von Appartementhäusern in Davisville war. Er war auch der Medienverantwortliche für die Skulpturen, die von einigen Bildhauer in diesem Stadtviertel aufgestellt wurden.

## Sammlung
- Sorel Etrog: Capriccio (1962)
- Sorel Etrog: Source I (1964)
- Sorel Etrog: Grande Odalisque (1965)
- Sorel Etrog: Fiesole (1967)
- Kosso Eloul: Double You (1970)
- Carl Lander: Landing Sculpture (1970)
- Valer Chende: Memorial to Val Chende (1972)
- Kosso Eloul: Alat (1972)
- Maryon Kantaroff: Greenwin (1973)
- Sorel Etrog: Pieton (1976)
- Al Green: Emerging Tower (1998)
- Al Green: Homage to Higher Power (1998)
- Al Green: Square Spiral (1999)
- Al Green: Difficult Accent (2000)
- Al Green: Tree of Learning (2000)
- Al Green/Maryon Kantaroff: Skysearch (2000)
- Sorel Etrog: Wind Bird (2003)
- Al Green: Ohne Titel

## Fotogalerie

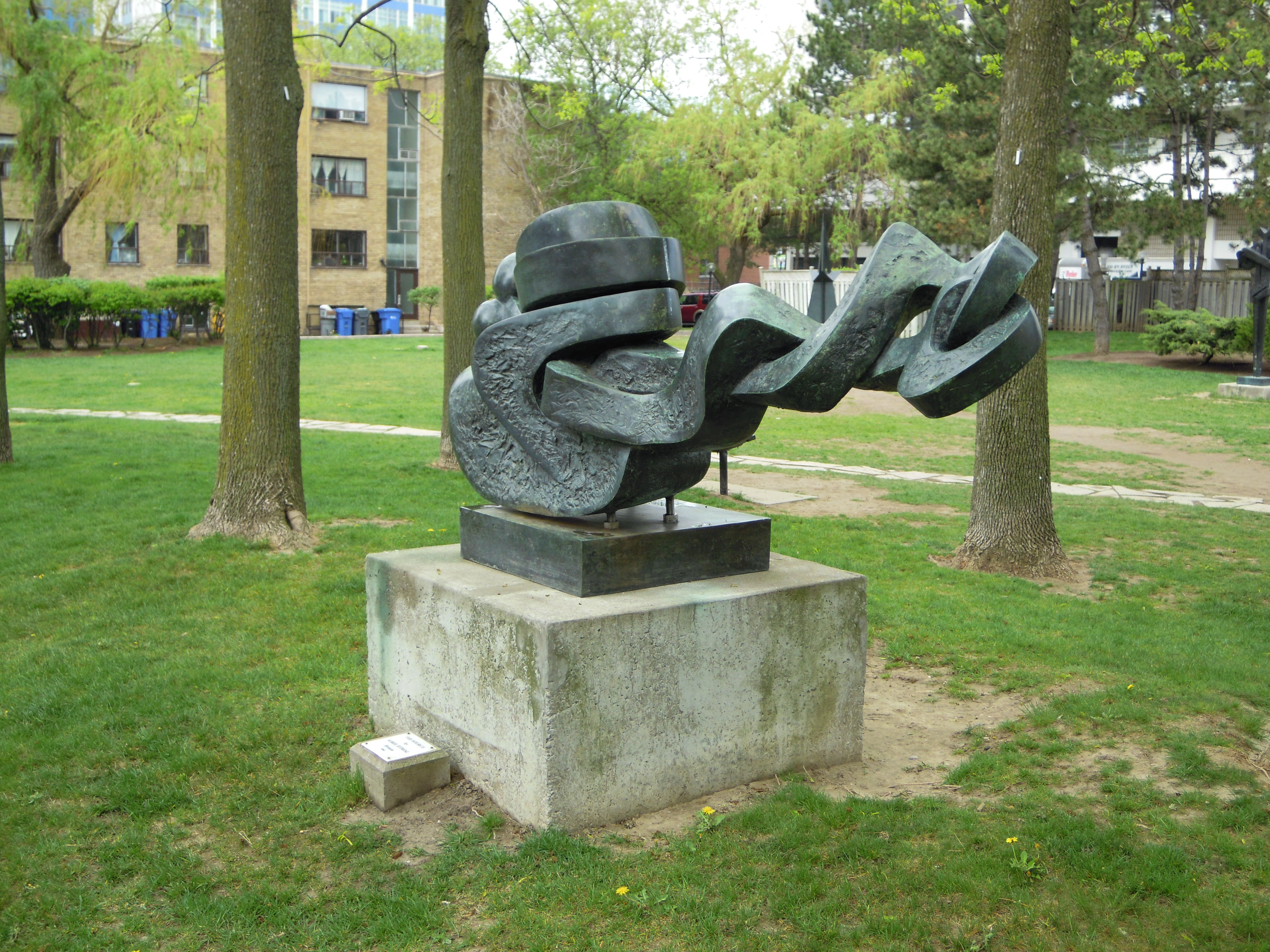
Source I
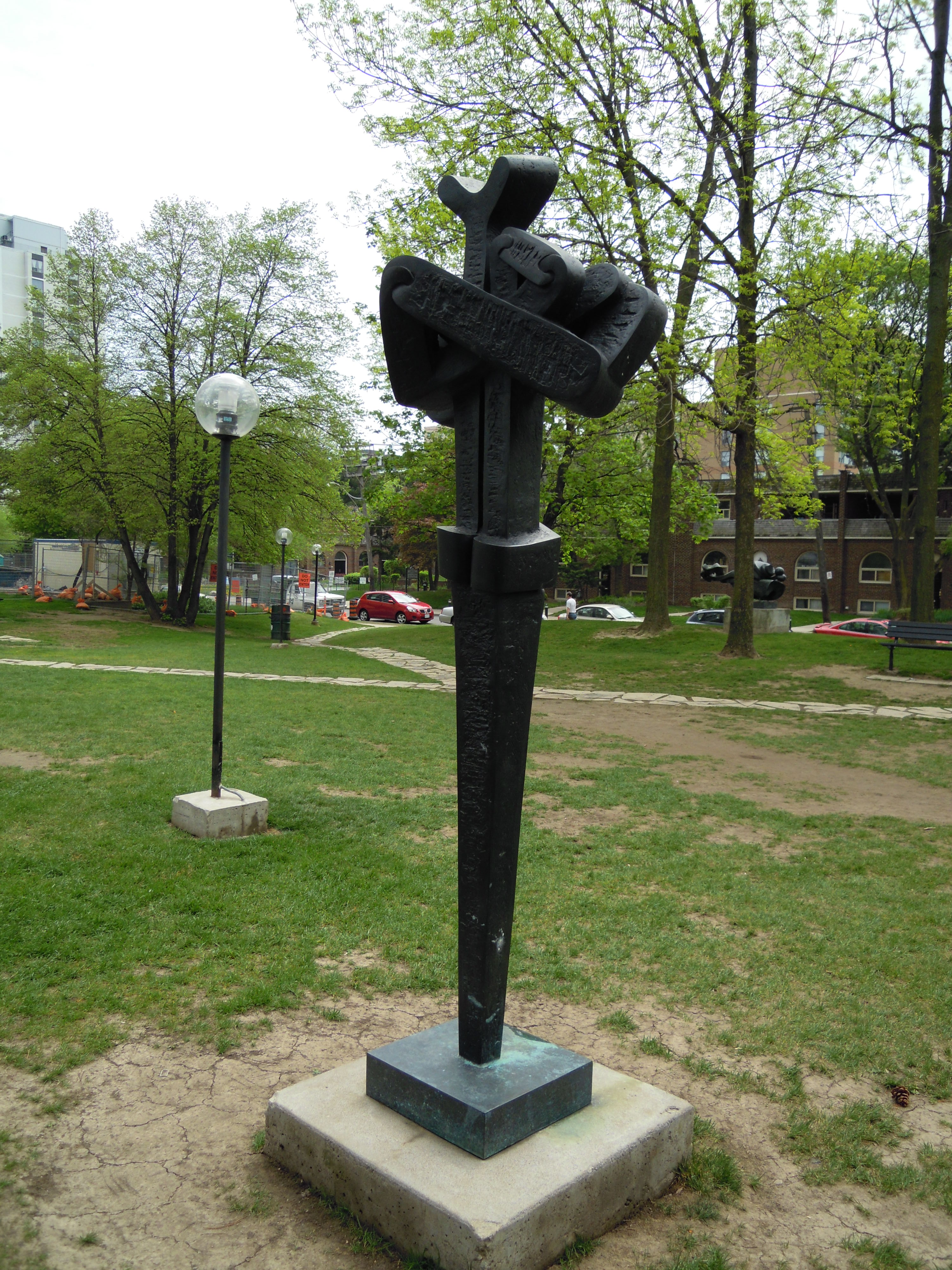
Fiesole
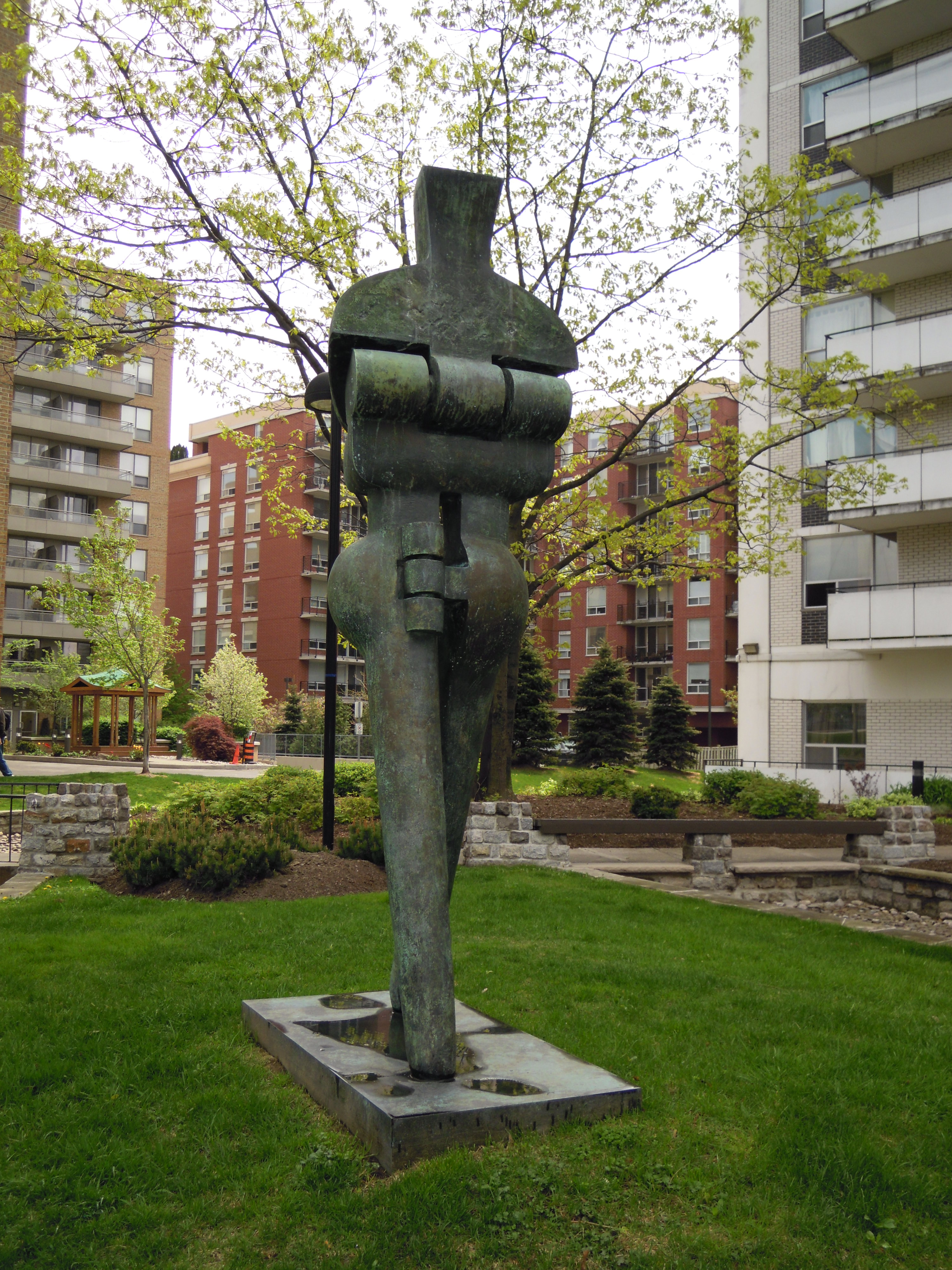
Pieton
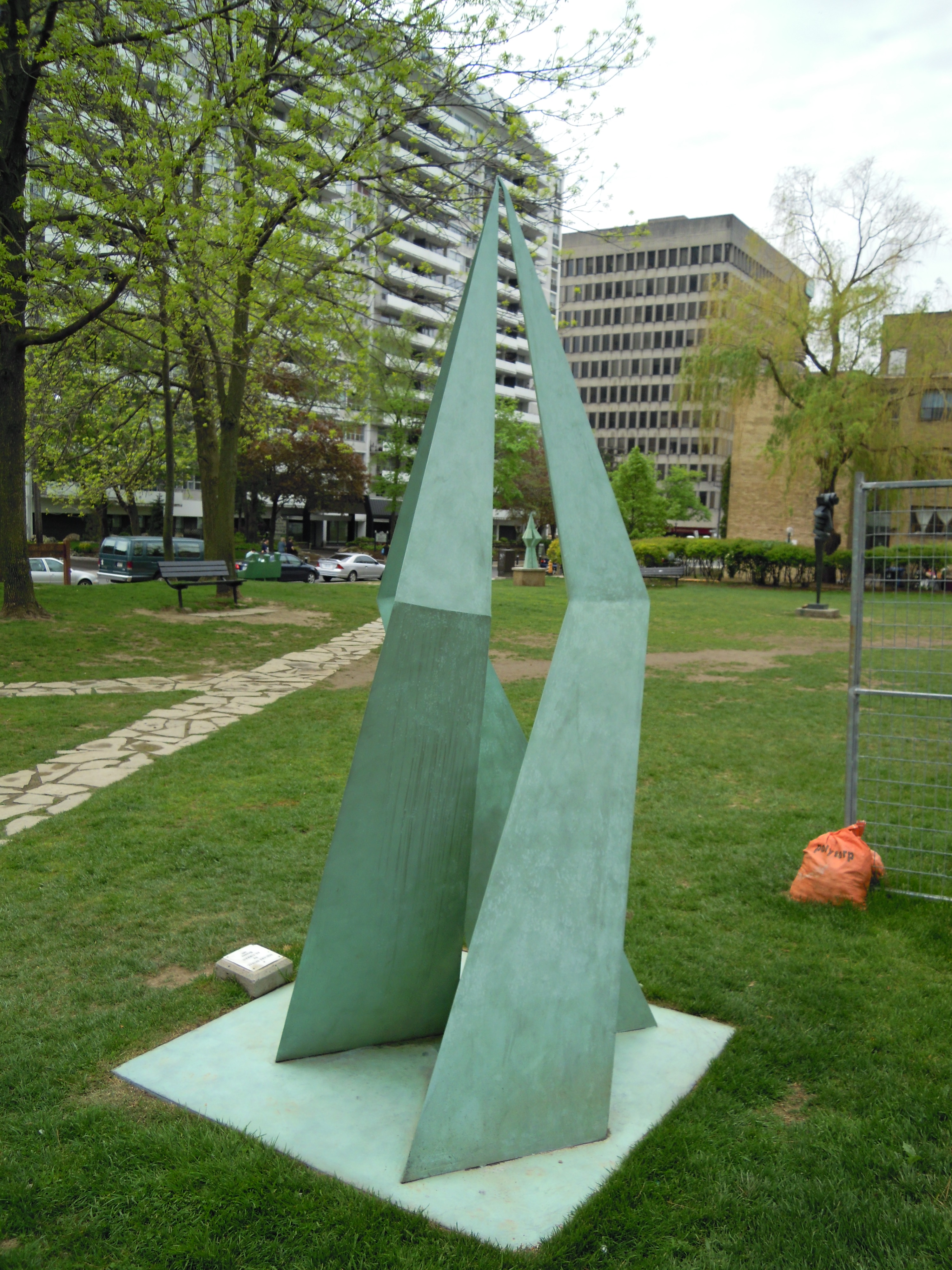
Square Spiral von Al Green